# John Casablancas
Pour les articles homonymes, voir Casablancas.
John Casablancas né le 12 décembre 1942 dans l'État de New York et mort le 20 juillet 2013 à Rio de Janeiro (Brésil) est le fondateur de l'agence de mannequins Elite, lancée en 1972 à Paris. Il grandit aux États-Unis, en Europe et au Mexique, étudiant principalement en Suisse. Avec des méthodes controversées, il révolutionne ce domaine d'activités dans les années 1980 et fait d'Elite la première agence de mannequins au monde. La création du concept des supermodels lui est personnellement attribué. Il quitte Elite au début des années 2000 à la suite d'un faux scandale, après trois décennies à la tête de l'agence.

## Biographie
John Casablancas naît à New York de parents industriels catalans (Fernando et Antonia Casablancas) ayant fait fortune dans la confection et fui la guerre d'Espagne. Sa mère fait un peu de mannequinat pour Cristóbal Balenciaga avant sa naissance. Son baptême a lieu à Mexico et ses vacances dans le sud de la France ou à Palm Beach. Il suit des études dans de réputés pensionnats en Suisse, durant lesquelles il fait la connaissance d'Alain Kittler, futur cofondateur d'Elite. S'il s’ennuie en cours, sa réputation de dragueur invétéré — qui le suivra toute sa vie — grandit déjà. Dès l'âge de quinze ans, il enchaîne les conquêtes : « Depuis ce moment là, j'étais voué à tomber amoureux intensément et régulièrement » dira-t-il plus tard. Renvoyé du pensionnat, il passe du temps avec sa sœur Sylvia, qui lui fait rencontrer la jet set.
John Casablancas commence sa carrière professionnelle à Bahia au marketing de Coca-Cola. Le poste lui est proposé par un ancien copain d'étude. Il s'installe au Brésil avec sa compagne de l'époque, Marie-Christine, une Française avec qui il se mariera. Il reste un peu plus de trois ans dans ce pays avant de venir vivre à Paris : l'Europe lui manque et la vie de famille ne lui convient pas. Après la naissance de sa première fille, il divorce de Marie-Christine. Il rencontre par hasard, dans l'hôtel où il loge rue d'Argout, Jeanette Christjansen, un mannequin danois qui va devenir sa seconde femme. Financé par son père, il fonde, sans succès, sa première agence, Élysées 3, avec une quinzaine de mannequins au départ, toutes amies de sa nouvelle femme danoise. Il se reconvertit temporairement comme agent de photographes et fait la connaissance, entre autres, de Patrick Demarchelier, avant de fonder l'agence de mannequins Elite.

### Elite
Avec Alain Kittler, il fonde Elite en 1972 avec le précepte simple : « Trouver de jolies filles et les imposer sur le marché ». Sa femme danoise débute dans l'agence avant de donner naissance à leur fils Julian, le futur chanteur du groupe The Strokes. Il renouvelle avec ses méthodes le mode de fonctionnement obsolète des agences : un « visionnaire et un as du marketing » dira de lui plus tard le patron d'Elite Paris, doublé d'un vrai talent comme scout pour repérer le potentiel des filles. Il ouvre Elite NYC dans la ville qui l'a vu naître et met à sa tête Monique Pillard. Ses affaires décollent réellement à partir de ce moment-là. Rapidement, il déclenche par son comportement la « model war, » : débauchant nombre de mannequins de Ford et Wilhelmina, les deux leaders de l'époque,, Elite subit procès sur procès pendant de nombreuses années. Mais la notoriété de l'agence explose, les mannequins se précipitent chez Elite. Ces déboires juridiques lui servent. Qualifié de « pirate », il fait parler de lui et devient rapidement une icône de la ville américaine. « John Casablancas est peut-être l'homme le plus détesté de New York et il adore ça » écrit la presse à l'époque. Il entretient en parallèle sa réputation de misogyne et de dragueur. Symbole de réussite sociale en ces années 1980 faites de fric et de frime, il s'affiche perpétuellement entouré des plus beaux mannequins du monde : « On nous demande de vendre du sexe, alors, vendons du sexe » dit-il. Les médias le surnomme « le pape de la mode ». Il impose que les quatre photos classiques des débutantes, pour l'agence, soient complétées d'une cinquième avec l'apprenti-mannequin à quatre pattes. Mais il est également à l'origine de la réussite de nombreux mannequins ; « Casablancas a gagné beaucoup de fric […] et il en a fait gagner aux filles comme jamais. » Il entame une relation passionnelle et médiatisée avec une adolescente, la toute jeune Stephanie Seymour : pendant deux ans, il remplira les tabloïds. Plusieurs années après, il fait connaissance de la brésilienne Aline Wermelinger, alors âgée de dix-sept ans, lors du Model Look ; il se mariera avec elle en 1993. Si sa vie professionnelle est un succès, sa vie personnelle reste bardées d'échecs et déconvenues aux yeux du public : « il devient sa propre caricature ». À l'aube de sa mort, John Casablancas fera son mea culpa : « Concernant mes relations avec ce que certains peuvent considérer comme des mannequins trop jeunes, je plaide coupable, mais je suis fier d'être encore ami avec la plupart d'entre elles. La dernière est devenue ma femme […]. J'ai toujours été un esprit libre, briseur de règles, je l'ai assumé. »
En 1983, il crée le Look of The Year, renommé plus tard Elite Model Look, concours dont il fera, avec Gérald Marie, une référence. Avec son frère, il fonde également la centaine de John Casablancas Modeling and Career Centers, écoles de mannequinat, qu'il dirigera jusqu'à sa mort,. Mais sa plus grande réussite professionnelle, c'est à la fin des années 1980 qu'il la réalise. Malgré les regrets qu'il exprime à ce sujet, John Casablancas reste l'une des pierres angulaires du succès public des supermodels, groupe de mannequins starisés : à part Christy Turlington, toutes sont sous contrat avec Elite : Cindy Crawford, Iman, Stephanie Seymour, Naomi Campbell, Linda Evangelista. Il fait de ces femmes des vedettes mondiales aux salaires exorbitants.  
À la fin de la décennie suivante, Elite vacille. L'enquête à charge diffusée par la BBC puis reprise mondialement, détruit la réputation de l'agence : drogue, sexe, proxénétisme, racisme, rien n'est épargné durant le reportage. Finalement, la BBC, pour éviter un procès pour diffamation, reconnaît dans le cadre d'un accord à l'amiable avoir décrit l'agence de « manière injuste ». Ébranlé, John Casablancas se fait discret, présente malgré tout des excuses publiques, puis se retire d'Elite au début des années 2000. Les années suivantes, son activité professionnelle est très réduite, malgré une tentative de retour lors de la banqueroute d'Elite. Malade, il meurt au Brésil en juillet 2013,.

### Presse
- Olivier Joyard, « John Casablancas : tireur d'élite », Lui, no 6,‎ avril 2014, p. 122 à 128 (ISSN 2269-5699)
- Nora Sahli, « John Casablancas, l'homme qui aimait tant les femmes », Gala, no 1203,‎ 29 juin 2016, p. 44 à 47 (ISSN 1243-6070)

### Documentaire
- Hubert Woroniecki, Casablancas, l'homme qui aimait les femmes, 1 h 29 min, 29 juin 2016